# Ituna ilione
Ituna ilione är en fjärilsart som beskrevs av Pieter Cramer 1775. Ituna ilione ingår i släktet Ituna och familjen praktfjärilar. Inga underarter finns listade i Catalogue of Life.